# Angola no Campeonato do Mundo de Futebol de 2006

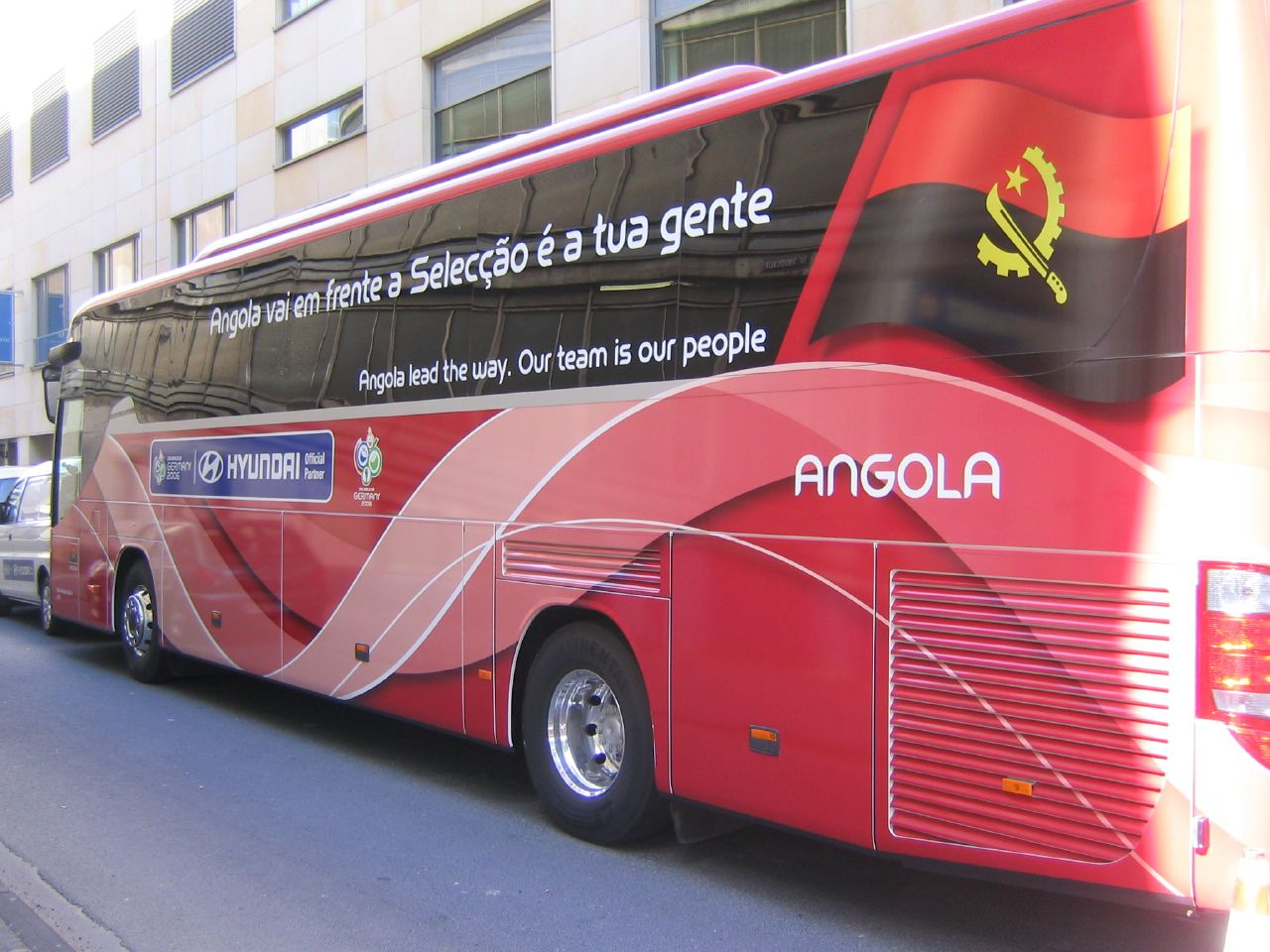
O autocarro oficial da equipa angolana.

Angola participou da Copa do Mundo de 2006, sendo sua primeira participação no Campeonato Mundial de Futebol. Durante a fase de apuramento, a Seleção Angolana de Futebol, também conhecida como os Palancas Negras, eliminou o Chade, Nigéria, Ruanda, Zimbabué, Gabão e Argélia. Na fase final defrontou Portugal, México e o Irão. Angola se tornou a seleção com maior média de cartões por jogo em Copas do Mundo, já que em suas três partidas recebeu 11 cartões (10 amarelos e 1 vermelho), tendo uma média de 3,6 cartões por jogo.

## Eliminatórias

### Pré-eliminatória: um susto chamado Chade
Angola começou por jogar com o Chade, uma equipa relativamente fraca, mesmo para os padrões africanos. Aliás, esta foi só a segunda vez que o Chade participou nas eliminatórias do Campeonato do Mundo. Antes de jogarem entre si, Angola apresentava-se quase 70 lugares do ranking da FIFA à frente do Chade. Mas o Chade aprontou uma grande zebra  -  Angola 3:1 (0:0)
12 de Outubro de 2003

Estádio: Stade Omnisports Idriss Mahamat Ouya, em N'Djamena. 30.000 espectadores.
Chade: Religues Ngueadi, Pierre Lama, Didier Timothee Mbai, Armand Djerabe, Mbanguingar Krabe, Francis Oumar, Mahamat Idriss Seid (Nekiambe Marius Mbaiam, 55'), Mahamat Hissein, Kalwaye Ndoninga (Mahamat Saleh Habib, 55'), Oumar Abakar, Rufin Yambe (Ahmed Evariste Medego, 63'). Treinador: Yann Djim.
Angola: Marito, Elísio (Mendonça, 73'), Dias Caires, Kali, Yamba Asha (Delgado, 85'), Figueiredo, André, Flávio, Bruno Mauro (Love, 67'), Gilberto, Filipe. Treinador: Ismael Kurtz.
Golos: Bruno Mauro (ANG) 49', Francis Oumar (CHA) 53', 74', 83'.
Cartões amarelos: Elísio (ANG) 36', Rufin Yambe (CHA) 53'
Árbitro: Monetchet Nahi (Costa do Marfim)

#### Angola-Chade2:0 (1:0)
16 de Novembro de 2003

Estádio da Cidadela, Luanda, 30.000 espectadores
Angola: Marito, Dias Caires, Kali, Yamba Asha, Figueiredo, André, Akwá, Gilberto, Mendonça Manuel, Bruno Mauro. Treinador: Luís de Oliveira Gonçalves.
Chade: Religues Ngueadi (Ndakom Valerie Ndeidoum, 55'), Mobati Gastom (Kalwaye Ndoninga, 36') , Didier Timothee Mbai, Armand Djerabe, Djangtoloum Ottobaye, Mbanguingar Krabe, Francis Oumar, Mahamat Hissein, Ahmed Evariste Medego, Mahamat Saleh Habib (Nekiambe Marius Mbaiam, 60') , Oumar Abakar.
Golos: Akwá (ANG) 42', Bruno Mauro (ANG) 57'.
Cartões amarelos: Francis Oumar(CHA) 7', Akwá (ANG) 44', Mahamat Hissein (CHA) 52', Armand Djerabe (CHA) 54', Marito (ANG) 87'.
Árbitro: Bisingu Buenkadila (RD Congo) Valdeloy Viditch

### Fase de grupos: derrubar a impossível Nigéria
Na fase de grupos, Angola ficou alinhada com a poderosa Nigéria (16. no ranking da FIFA em Junho de 2004) e ainda a Argélia (52), Ruanda (100), Gabão (122) e Zimbabué (48). Angola começou com o lugar 85 do ranking da FIFA.

#### Argélia-Angola0:0 (0:0)
5 de Junho 2004
Estádio 19 mai 1956, Annaba
55.000 espectadores
Argélia: Mohamed Ben Hamou, Antar Yahia, (Salim Aribi, 23'), Nadir Belhadj, Yazid Mansouri, Abdelmalek Cherrad, Djamel Belmadi (Hocine Achiou, 63'), Salim  b, Brahim Zafour, Karim Kerkar (Mohamed Badache, 46'), Karim Ziani, Slimane Raho. Treinador: Robert Waseige.
Angola: João Ricardo Pereira, Jamba, Kali, Yamba Asha, Figueiredo (Rats, 89'), André, Freddy, Maurito, Jacinto Pereira, Bruno Mauro (Chinho, 90'), vado (Flávio 58'). Treinador: Luís de Oliveira Gonçalves.
Cartões amarelos: Love.
Árbitro: Mourad Daami (Tunísia)

#### Angola-Nigéria1:0 (0:0)
20 de Junho de 2004
Estádio da Cidadela, Luanda
40.000 espectadores
Angola: João Ricardo Pereira, Jacinto Pereira, Jamba, Kali, Yamba Asha, Figueiredo (Gilberto 54'), André, Freddy, Akwá, Maurito, Bruno Mauro (Zé Kalanga 74'). Treinador: Luís de Oliveira Gonçalves.
Nigéria: Vincent Enyeama, Joseph Yobo, Paul Obelufe, Joseph Enakahire, John Utaka, Mohammed Aliyu (Seyi Olajengbesi, 81'), Ifeanyi Ekwueme (Robert Akaruye, 81'), Garba  Laval, Seyi Olofinjana, George Abbey, Rabiu Baita. Treinador: Christian Chukwu.
Golos: Akwá (84')
Cartões amarelos: Paul Obiefule(NGA) 7', Figueiredo (ANG) 18', Adewale Wahab (NGA) 66', Jacinto Pereira (ANG) 72', John Utaka(NGA) 89'
Árbitro: Aaron Nkole (Zimbabué)

#### Gabão-Angola2:2 (1:1)
3 de Julho de 2004
Estádio President Omar Bongo
Libreville
20.000 espectadores
Gabão: Didier Ovono, Georges Ambourouet, Guy Nzeng (Ernest Akouassaga, 72'), Theodore Zué, Georges Akieremy, Zita Mbanangoye (Ulrich Boutamba-Ibinga, 82'), René Nsi-Akoue, Thierry Issiemou, Cédric Moubamba, W. C. Moussavou-Mapagha, Thibaut Tchicaya, 57'), Rodrigue Moundounga. Treinador: Jairzinho.
Angola: João Ricardo, Jacinto Pereira, Jamba, Kali, Yamba Asha, Figueiredo (Zé Kalanga 55'), André, Freddy (Love, 55'), Akwá, Maurito (Marco Paulo 79'), Gilberto . Treinador: Luís de Oliveira Gonçalves.
Golos: Akwá (ANG), 19', Thierry Issiemou (GAB), 44', Theodore Zué, 49', Marco Paulo 81'.
Cartões amarelos: Georges Akieremy, Rodrigue Moundounga, André, Gilberto.
Árbitro: René Louzaya (Congo)

#### Angola-Ruanda1:0 (0:0)
5 de Setembro de 2004
 Estádio da Cidadela, Luanda
30.000 espectadores
Angola: João Ricardo, Jamba, Kali, Yamba Asha, Figueiredo (Zé Kalanga 55'), André, Freddy (Simão, 93'), Maurito (Love 66'), Gilberto, Manuel, Flávio. Treinador: Luís de Oliveira Gonçalves.
Ruanda: Ramazan Nkunzingoma, Hamadi Ndikumana (Jimmy Mulisa, 69'), Leandre Bizagwira, Philipe Gasana, Abdul Sibomana (Jean-Michel Gatete, 88'), Robert Ujeneza, Olivier Karekezi, Abdoul Uwimana (Manfred Kizito, 56'), Elias Ntaganda, Abedi, Said, Alua Gaseruka. Treinador: Roger Palmgren.
Golo: Freddy (52')
Cartões amarelos: Hamadi Ndikumana (RWA) 13', Figueiredo (ANG) 16', Leandre Bizagwira (RWA) 28', Elias Ntaganda (RWA) 41', Abdul Sibomana (RWA) 77'
Árbitro: Jerome Damon (África do Sul).

#### Angola-Zimbabué1:0 (0:0)
10 de Outubro de 2004
Luanda, Estádio da Cidadela
17.000 espectadores
Angola: João Ricardo, Jacinto Pereira, Jamba, Lelo Lelo, Yamba Asha, Maurito (Zé Kalanga, 65'), André, Freddy (Mateus, 82'), Akwá, Gilberto, Flávio (Marco Paulo, 70'). Treinador: Luís de Oliveira Gonçalves.
Zimbabué: Energy Murambadoro, Mpofu, Nyandoro, Nengomasha (Gombami, 78'), Sengu, Charles Yohane, Ndlovu, Cephas Chimedza (Kasinauyo, 88'), Tsipas, Lupahla. Treinador: Charles Mlhauri.
Golo: Flávio, 53'
Cartões amarelos: Nengomasha, Akwá.
Árbitro: Verson Lwanja

#### Zimbabué-Angola2:0 (0:0)
27 de Março de 2005
Harare, Estádio Nacional
Zimbabué: Energy Murambadoro, Dumisani Mpofu, Esrom Nyandoro, Edelbert Dinha (Tinashe Nengomasha, 54'), Makonese, Mwaruwari, Charles Yohane, Peter Ndlovu, Ronald Sibanda (Shingayi Kaondera, 46'), Edzai Kasinauyo (Cephas  Chimedza, 62'), Joel Lupahla. Treinador: Charles Mlhauri.
Angola: João Ricardo, Jacinto Pereira, Jamba, Kali, Yamba Asha, André Macanga, Freddy (Zé Kalanga 57'), Maurito (Love, 64'), Gilberto, Flávio, Marco Paulo (Chinho, 64'). Treinador: Luís de Oliveira Gonçalves.
Golos: Shingayi Kaondera (60'), Beniamin Mwaruwari (69').
Cartão amarelo: Zvenyika Makonese.
Árbitro: Coffi Codjia (Gabão).
A 5 de Junho, Angola voltou a ganhar em Luanda contra a Argélia por 2-1, com novos golos de Akwá e Flávio Amado. O jogo mais importante e mais difícil foi jogado em Kano, na Nigéria. Angola esteve a perder, mas um golo de Figueiredo, garantiu um empate, e fez com que Angola se mantivesse com os mesmo pontos que a equipa da casa e levasse vantagem nos jogos entre si. A 4 de Setembro, Angola ganhou facilmente ao Gabão por 3-0, com golos de Mantorras e Zé Kalanga, mais um auto-golo gabonês. A fase de qualificação terminou em Kigali, no Ruanda, onde Angola voltou a ganhar por 1-0, com mais um golo de Akwá.

#### Classificação final das eliminatórias
| P  | País     | J  | V | E | D | GP | GC | Pts |
| -- | -------- | -- | - | - | - | -- | -- | --- |
| 1° | Angola   | 10 | 6 | 3 | 1 | 12 | 6  | 21  |
| 2° | Nigéria  | 10 | 6 | 3 | 1 | 21 | 7  | 21  |
| 3° | Zimbabué | 10 | 4 | 3 | 3 | 13 | 14 | 15  |
| 4° | Gabão    | 10 | 2 | 4 | 4 | 11 | 13 | 10  |
| 5° | Argélia  | 10 | 1 | 5 | 4 | 8  | 15 | 8   |
| 6° | Ruanda   | 10 | 1 | 2 | 7 | 6  | 16 | 5   |

#### Jogadores utilizados nas eliminatórias
| Nome               | Posição      | Jogos | Minutos | Golos        |
| ------------------ | ------------ | ----- | ------- | ------------ |
| João Ricardo       | Guarda-redes | 10    | 900     | 6 (sofridos) |
| Marito             | Guarda-redes | 2     | 180     | 3 (sofridos) |
| Yamba Asha         | Defesa       | 12    | 1075    | 0            |
| João Pereira Jamba | Defesa       | 10    | 900     | 0            |
| Jacinto Pereira    | Defesa       | 7     | 630     | 0            |
| Antônio Lebo Lebo  | Defesa       | 3     | 270     | 0            |
| Kali               | Defesa       | 9     | 810     | 0            |
| Locó               | Defesa       | 3     | 185     | 0            |
| André Macanga      | Médio        | 11    | 990     | 0            |
| Sebastião Gilberto | Médio        | 11    | 906     | 0            |
| Figueiredo         | Médio        | 10    | 651     | 1            |
| Maurito            | Médio        | 8     | 496     | 0            |
| Freddy             | Médio        | 7     | 482     | 1            |
| Dias Caires        | Médio        | 2     | 180     | 0            |
| Manuel             | Médio        | 2     | 180     | 0            |
| Love               | Médio        | 8     | 263     | 0            |
| Marco Paulo        | Médio        | 4     | 108     | 1            |
| Filipe             | Médio        | 1     | 90      | 0            |
| Joaquim            | Médio        | 1     | 85      | 0            |
| Elísio             | Médio        | 1     | 73      | 0            |
| Rats               | Médio        | 2     | 54      | 0            |
| Médio              | 2            | 27    | 0       |              |
| Mateus             | Médio        | 1     | 8       | 0            |
| Luís Delgado       | Médio        | 1     | 5       | 0            |
| Avelino Lopes      | Médio        | 1     | 2       | 0            |
| Simão              | Médio        | 1     | 1       | 0            |
| Akwá               | Avançado     | 8     | 708     | 5            |
| Flávio Amado       | Avançado     | 7     | 569     | 2            |
| Mendonça           | Avançado     | 6     | 379     | 0            |
| Bruno Mauro        | Avançado     | 4     | 318     | 2            |
| Mantorras          | Avançado     | 3     | 130     | 1            |
| Zé Kalanga         | Avançado     | 8     | 225     | 1            |

## Fase final
No sorteio realizado a 9 de Dezembro de 2005 em Lípsia, Angola foi colocada no grupo D, juntamente com Portugal, México e Irã. Angola nunca antes jogou com o México, nem com o Irão. Quanto a Portugal, as duas selecções lusófonas já se encontraram por duas vezes, ambas em Lisboa, em jogos particulares. Em 29 de Março de 1989, Portugal ganhou por 6-0. Em 14 de Novembro de 2001, Portugal ganhou por 5-1; esse jogo no antigo Estádio de Alvalade foi particularmente de má memória: três jogadores angolanos foram expulsos e o jogo teve de ser interrompido no segundo tempo por distúrbios.

### Selecção deAngola[4]
| N°           | Nome              | Clube (no início da Copa)              | País do clube |              |
| Guarda-redes | Guarda-redes      | Guarda-redes                           | Guarda-redes  | Guarda-redes |
| ------------ | ----------------- | -------------------------------------- | ------------- | ------------ |
| 1            | João Ricardo      | desempregado, anteriormente Moreirense | Portugal      |              |
| 12           | Lama              | Petro Atlético                         | Angola        |              |
| 22           | Mário             | InterClube                             | Angola        |              |
| Defesas      |                   |                                        |               |              |
| 21           | Delgado           | Petro Atlético                         | Angola        |              |
| 3            | Jamba             | AS Aviação                             | Angola        |              |
| 5            | Kali              | FC Barreirense                         | Portugal      |              |
| 4            | Lebo Lebo         | Petro Atlético                         | Angola        |              |
| 20           | Loco              | Primeiro de Agosto                     | Angola        |              |
| 23           | Marco Abreu       | Portimonense                           | Portugal      |              |
| 3            | Marco Airosa      | FC Barreirense                         | Portugal      |              |
| 15           | Rui Marques       | Hull City                              | Inglaterra    |              |
| Médios       |                   |                                        |               |              |
| 8            | André             | Kuwait                                 | Kuwait        |              |
| 13           | Edson             | Paços de Ferreira                      | Portugal      |              |
| 7            | Figueiredo        | Varzim                                 | Portugal      |              |
| 6            | Miloy             | InterClube                             | Angola        |              |
| 17           | Zé Kalanga        | Dinamo de Bucareste                    | Romênia       |              |
| Avançados    |                   |                                        |               |              |
| 10           | Fabrice Akwá      | desempregado, anteriormente Al Wakra   |               |              |
| 19           | André Titi Buengo | Clermont Foot                          | França        |              |
| 16           | Flávio Amado      | Al Ahli                                | Egito         |              |
| 18           | Love              | AS Aviação                             | Angola        |              |
| 9            | Pedro Mantorras   | SL Benfica                             | Portugal      |              |
| 11           | Mateus            | Gil Vicente FC                         | Portugal      |              |

### Primeira fase, grupo D
Predefinição:TabelaCopaDeMundo2006 PrimeiraFase GrupoD

### Angola vs Portugal
| 11 de Junho de 2006                                     |
| 20:00 - RheinEnergieStadion (Colónia) - Público: 45.000 |

| Árbitro(s):                           |
| Principal: Jorge Larrionda (Uruguai)  |
| Assistente 1: Walter Rial (Uruguai)   |
| Assistente 2: Pablo Fandino (Uruguai) |

| Angola | 0-1 (0-1)   | Portugal         |
|        | (Relatório) | Pedro Pauleta 4' |

| Angola \| 1 \| - João Ricardo \| \| 20 \| - Locó 45+3' \| \| 3 \| - Jamba 28' \| \| 5 \| - Kali \| \| 21 \| - Delgado \| \| 17 \| - Zé Kalanga \| \| 7 \| - Figueiredo \| \| 8 \| - André Macanga 52' \| \| 14 \| - Mendonça \| \| 10 \| - Fabrice Akwá (C) \| \| 11 \| - Mateus \| |                     |
| Substituição 10 Fabrice Akwá Pedro Mantorras 17 Zé Kalanga Édson 7 Figueiredo Miloy |                     |
| Treinador Luís Oliveira Gonçalves |                     |
| |                     |
| 1 | - João Ricardo      |
| 20 | - Locó 45+3'        |
| 3 | - Jamba 28'         |
| 5 | - Kali              |
| 21 | - Delgado           |
| 17 | - Zé Kalanga        |
| 7 | - Figueiredo        |
| 8 | - André Macanga 52' |
| 14 | - Mendonça          |
| 10 | - Fabrice Akwá (C)  |
| 11 | - Mateus            |

| 1  | - João Ricardo      |
| 20 | - Locó 45+3'        |
| 3  | - Jamba 28'         |
| 5  | - Kali              |
| 21 | - Delgado           |
| 17 | - Zé Kalanga        |
| 7  | - Figueiredo        |
| 8  | - André Macanga 52' |
| 14 | - Mendonça          |
| 10 | - Fabrice Akwá (C)  |
| 11 | - Mateus            |

| Portugal \| 1 \| - Ricardo \| \| 13 \| - Miguel \| \| 16 \| - Ricardo Carvalho \| \| 5 \| - Fernando Meira \| \| 14 \| - Nuno Valente 79' \| \| 7 \| - Luís Figo (C) \| \| 8 \| - Petit \| \| 19 \| - Tiago \| \| 11 \| - Simão Sabrosa \| \| 17 \| - Cristiano Ronaldo 26' \| \| 9 \| - Pedro Pauleta \| |                         |
| Substituição 17 C. Ronaldo Costinha 8 Petit Maniche 19 Tiago Hugo Viana |                         |
| Treinador Luiz Felipe Scolari |                         |
| |                         |
| 1 | - Ricardo               |
| 13 | - Miguel                |
| 16 | - Ricardo Carvalho      |
| 5 | - Fernando Meira        |
| 14 | - Nuno Valente 79'      |
| 7 | - Luís Figo (C)         |
| 8 | - Petit                 |
| 19 | - Tiago                 |
| 11 | - Simão Sabrosa         |
| 17 | - Cristiano Ronaldo 26' |
| 9 | - Pedro Pauleta         |

| 1  | - Ricardo               |
| 13 | - Miguel                |
| 16 | - Ricardo Carvalho      |
| 5  | - Fernando Meira        |
| 14 | - Nuno Valente 79'      |
| 7  | - Luís Figo (C)         |
| 8  | - Petit                 |
| 19 | - Tiago                 |
| 11 | - Simão Sabrosa         |
| 17 | - Cristiano Ronaldo 26' |
| 9  | - Pedro Pauleta         |